# 尼古拉·彼得兰杰利
尼古拉·彼得兰杰利（義大利語：Nicola Pietrangeli，1933年9月11日—），意大利男子网球运动员。他曾获得法国网球公开赛男子单打冠军、男子双打冠军、混合双打冠军。他也曾参加1963年地中海运动会。